# Lea Halpern
Lea Henny Halpern (Mikuliczyn, 8 september 1899 - Salford (Greater Manchester), 6 november 1985) was een beeldend kunstenaar die actief was als sieraadontwerper en keramist. Zij was werkzaam in onder meer Berlijn en Amsterdam.

## Biografie
Halpern kwam uit een orthodox-joodse familie en werd opgeleid in Wenen, Berlijn en aan de Kunstnijverheidsschool Quellinus te Amsterdam en de Rijks Keramische School Gouda (1926-1930). Zij was leerling van onder meer Bert Nienhuis en Kurt Zimmermann. Tussen circa 1930 en 1940 hield zij atelier te Amsterdam alwaar zij actief was als pottenbakker en geglazuurde keramische plastieken vervaardigde alsook broches. Van 1936 tot 1938 gaf Halpern les aan de Nieuwe Kunstschool te Amsterdam, onder anderen Meta Rozelaar was haar leerling. Eind 1939 ontvluchtte zij de dreiging van de nazi's en vertrok naar New York. Zij was getrouwd met Lincoln Newfield.